# عانقة
عانقة وادٍ في حائل بامتداد خمسة كيلو مترات تملأه أشجار الطلح الطبيعية.
ويعتبر متنزها طبيعيا ويبعد عن مدينة حائل ما يقارب 20 كلم شمالا، ويمكن الوصول إليه عبر سلك طريق حائل - جبة.